# Paula White
Paula Michelle White-Cain (nascida em 20 de abril de 1966), mais conhecida como Paula White, é uma televangelista estadunidense, líder apostólica do movimento carismático independente e defensora da teologia da prosperidade.
White foi presidente do conselho consultivo evangélico da campanha de Donald Trump em 2016. Ela fez a invocação em sua posse, em 20 de janeiro de 2017, sendo a primeira mulher membro do clero a fazer tal ato. Em novembro de 2019, Trump a nomeou conselheira especial para a Faith and Opportunity Initiative no Office of Public Liaison.
De 2014 até maio de 2019, White foi pastora sênior do New Destiny Christian Center, em Apopka, Flórida, uma megaigreja multicultural e não denominacional. White foi anteriormente co-pastora da Without Walls International Church em Tampa, Flórida, uma igreja que ela cofundou com o pastor e então marido Randy White em 1991.
No comício que antecedeu o ataque ao Capitólio dos Estados Unidos em 6 de janeiro, White fez uma oração de abertura antes do discurso de Trump.
Em 6 de fevereiro de 2025, Trump anunciou que criaria um "escritório da fé" na Casa Branca, e uma força-tarefa voltada para combater "preconceitos contra cristãos". O citado escritório seria chefiado por Paula White.